# Україна на літніх юнацьких Олімпійських іграх 2014
Україна бере участь у літніх юнацьких Олімпійських іграх 2014, що проходять у Нанкіні, Китай з 16 серпня по 28 серпня 2014 року.

## Медалісти
| Медаль | Спортсмен                                                    | Спорт                  | Змагання                                         | Дата      |
| ------ | ------------------------------------------------------------ | ---------------------- | ------------------------------------------------ | --------- |
| Золото | Михайло Романчук                                             | Плавання               | 400 метрів вільним стилем                        | 17 серпня |
| Золото | Павло Коростильов                                            | Кульова стрільба       | Пневматичний пістолет 10 метрів                  | 18 серпня |
| Золото | Анастасія Малявіна                                           | Плавання               | 200 метрів брасом                                | 22 серпня |
| Золото | Єлизавета Бабій                                              | Легка атлетика         | Стрибки у довжину                                | 23 серпня |
| Золото | Ангеліна Калініна                                            | Теніс                  | Парний розряд                                    | 23 серпня |
| Золото | Юлія Левченко                                                | Легка атлетика         | Стрибки у висоту                                 | 24 серпня |
| Золото | Гліб Піскунов                                                | Легка атлетика         | Метання молоту                                   | 24 серпня |
| Золото | Антон Кузнецов                                               | Сучасне п'ятиборство   | Змішана естафета з п’ятиборства                  | 26 серпня |
| Золото | Раміль Гаджиєв                                               | Бокс                   | До 75кг                                          | 27 серпня |
| Срібло | Богдан Ядов                                                  | Дзюдо                  | До 66кг                                          | 17 серпня |
| Срібло | Михайло Романчук                                             | Плавання               | 800 метрів вільним стилем                        | 21 серпня |
| Срібло | Денис Вороновський                                           | Тхеквондо              | Більше 73кг                                      | 21 серпня |
| Срібло | Владислав Грико                                              | Спортивна гімнастика   | Вправи на коні                                   | 23 серпня |
| Срібло | Альона Белякова                                              | Легка атлетика         | Метання диску                                    | 23 серпня |
| Срібло | Джойс Коба                                                   | Легка атлетика         | 200 метрів                                       | 24 серпня |
| Срібло | Людмила Лузан                                                | Гребля на каное        | Спринт                                           | 24 серпня |
| Срібло | Ганна Красношлик                                             | Стрибки у воду         | Трамплін 3 метри                                 | 25 серпня |
| Срібло | Олександр Малосілов                                          | Легка атлетика         | Змішана естафета 8х100                           | 26 серпня |
| Бронза | Анастасія Малявіна                                           | Плавання               | 100 метрів брасом                                | 20 серпня |
| Бронза | Софія Зенченко                                               | Важка атлетика         | До 63кг                                          | 21 серпня |
| Бронза | Юлія Міюц                                                    | Тхеквондо              | Більше 63кг                                      | 21 серпня |
| Бронза | Людмила Дроздова                                             | Дзюдо                  | Змішана команда                                  | 21 серпня |
| Бронза | Сухорукова Вікторія                                          | Кульова стрільба       | Змішана команда у стрільбі з гвинтівки 10 метрів | 22 серпня |
| Бронза | Руслан Валітов                                               | Легка атлетика         | Метання диску                                    | 23 серпня |
| Бронза | Владислав Грико                                              | Спортивна гімнастика   | Вправи на кільцях                                | 23 серпня |
| Бронза | Дарія Ткачова Владислав Нізіцкій Рінат Удод Анжеліка Тетерих | Велоспорт              | Змішана команда                                  | 24 серпня |
| Бронза | Олексій Масик                                                | Греко-римська боротьба | До 42кг                                          | 25 серпня |
| Бронза | Олена Кремзер                                                | Вільна боротьба        | До 52кг                                          | 26 серпня |
| Бронза | Пилип Ткаченко                                               | Стрибки у воду         | Мікст                                            | 27 серпня |

(*) Курсивом позначено нагороди українських спортсменів, здобуті в парі з іноземними спортсменами. Ці медалі не враховуються до українського медального заліку.

## Академічне веслування
| Спортсмен                    | Змагання       | Заплив  | Заплив | Втішний заплив | Втішний заплив | Фінал   | Фінал     |
| Спортсмен                    | Змагання       | Час     | Місце  | Час            | Місце          | Час     | Місце     |
| ---------------------------- | -------------- | ------- | ------ | -------------- | -------------- | ------- | --------- |
| Дарина Халахан Алла Сарканич | Парні змагання | 3:35:51 | 8      | 3:36:86        | 5              | 3:47:15 | 1 Фінал В |

## Бадмінтон
Одиночні загання
| Спортсмен         | Змагання | Груповий етап       | Груповий етап        | Груповий етап            | Груповий етап | Чвертьфінал        | Півфінал           | Фінал / БМ         | Місце |
| Спортсмен         | Змагання | Суперник Результат  | Суперник Результат   | Суперник Результат       | Місце         | Суперник Результат | Суперник Результат | Суперник Результат | Місце |
| ----------------- | -------- | ------------------- | -------------------- | ------------------------ | ------------- | ------------------ | ------------------ | ------------------ | ----- |
| Руслан Сарсекенов | Юнаки    | Чао Пхан П 0-2      | Адітуя Йоші П 0-2    | Драгослав Петровіч П 0-2 | 4             | Не проходить       | Не проходить       | Не проходить       | 9     |
| Владислава Лісна  | Дівчата  | Майя Павлініч П 0-2 | Джангджінг Кін П 0-2 | Чіа Лі П 0-2             | 4             | Не проходить       | Не проходить       | Не проходить       | 9     |

Парні змагання
| Спортсмен                            | Змагання        | Груповий етап                   | Груповий етап                          | Груповий етап                 | Груповий етап | Чвертьфінал        | Півфінал           | Фінал / БМ         | Місце |
| Спортсмен                            | Змагання        | Суперник Результат              | Суперник Результат                     | Суперник Результат            | Місце         | Суперник Результат | Суперник Результат | Суперник Результат | Місце |
| ------------------------------------ | --------------- | ------------------------------- | -------------------------------------- | ----------------------------- | ------------- | ------------------ | ------------------ | ------------------ | ----- |
| Акане Ямагучі Руслан Сарсекенов      | Змішана команда | Йоші Адітайя Тесса Кабело В 2-0 | Абдельрахам Хусейн Марія Мітсова В 2-0 | Аліда Чен Андрас Крапез П 0-2 | 2             | Не проходить       | Не проходить       | Не проходить       | 9     |
| Владислава Лісна Коельйо де Олівейра | Змішана команда | Жанін Лаїс Алекс Влар П 0-2     | Сео Саунджао Доха Тоуфік В 2-0         | Джоу Лаї Юджі Ші П 0-2        | 2             | Не проходить       | Не проходить       | Не проходить       | 9     |

## Бокс
Юнаки
| Спортсмен      | Змагання | Попередній бій         | Півфінал                | Фінал / БМ /5 місце   | Місце |
| Спортсмен      | Змагання | Суперник Результат     | Суперник Результат      | Суперник Результат    | Місце |
| -------------- | -------- | ---------------------- | ----------------------- | --------------------- | ----- |
| Віктор Петров  | До 64кг  | Вінченцо Ареччіа П 1-2 | Не проходить            | Річард Тох В 3-0      | 5     |
| Раміль Гаджиєв | До 75кг  | Саталі Теві В 3-0      | Козімбек Мартонов В 2-1 | Дмитро Нестеров В 3-0 | 1     |
| Роберт Мартон  | До 91кг  | Йордан Ернандес П 0-3  | Не проходить            | Максим Козлов В 3-0   | 5     |

Дівчата
| Спортсмен           | Змагання | Попередній бій     | Півфінал           | Фінал / БМ / 5 місце  | Місце |
| Спортсмен           | Змагання | Суперник Результат | Суперник Результат | Суперник Результат    | Місце |
| ------------------- | -------- | ------------------ | ------------------ | --------------------- | ----- |
| Ангеліна Бондаренко | До 60 кг | Елдіс Есра П 1-2   | Не проходить       | Моніка Флорідія П 0-2 | 6     |

## Боротьба
Юнаки
| Спортсмен     | Змагання                                | Груповий етап      | Груповий етап         | Груповий етап       | Груповий етап | Фынал / Бій за місце   | Rank |
| Спортсмен     | Змагання                                | Суперник Результат | Суперник Результат    | Суперник Результат  | Місце         | Суперник Результат     | Rank |
| ------------- | --------------------------------------- | ------------------ | --------------------- | ------------------- | ------------- | ---------------------- | ---- |
| Олексій Масик | Боротьба греко-римського стилю, до 42кг | Фатіх Аслан П 1-3  | Хабіт Белгхелам В 3-1 | Йордан Лейлуа В 4-0 | 2             | Равзатулох Ісоєв В 3-1 | 3    |

Дівчата
| Спортсмен     | Змагання                        | Груповий етап         | Груповий етап         | Груповий етап       | Груповий етап | Фынал / Бій за місце | Rank |
| Спортсмен     | Змагання                        | Суперник Результат    | Суперник Результат    | Суперник Результат  | Місце         | Суперник Результат   | Rank |
| ------------- | ------------------------------- | --------------------- | --------------------- | ------------------- | ------------- | -------------------- | ---- |
| Олена Крамзер | Боротьба вільного стилю до 52кг | Елізабет Вазкес В 4-0 | Лейла Гурбанова П 1-3 | Тіанна Кеннет В 4-0 | 2             | Ісмаїл Хабіба В 4-0  | 3    |

## Важка атлетика
Юнаки
| Спортсмен     | Змагання    | Ривок     | Ривок | Поштовх   | Поштовх | Загалом | Місце |
| Спортсмен     | Змагання    | Результат | Місце | Результат | Місце   | Загалом | Місце |
| ------------- | ----------- | --------- | ----- | --------- | ------- | ------- | ----- |
| Євгеній Фесак | Більше 85кг | 130       | 6     | 171       | 7       | 301     | 7     |

Дівчата
| Спортсмен      | Змагання | Ривок     | Ривок | Поштовх   | Поштовх | Загалом | Місце |
| Спортсмен      | Змагання | Результат | Місце | Результат | Місце   | Загалом | Місце |
| -------------- | -------- | --------- | ----- | --------- | ------- | ------- | ----- |
| Софія Зенченко | До 63кг  | 88кг      | 4     | 120кг     | 3       | 208кг   | 3     |

## Гімнастика

### Спортивна гімнастика
Юнаки
| Спортсмен       | Змагання           | Снаряд        | Снаряд | Снаряд | Снаряд          | Снаряд | Снаряд      | Півфінал | Півфінал | Фінал  | Місце |
| Спортсмен       | Змагання           | Вільні вправи | Кінь   | Кільця | Опорний стрибок | Бруси  | Перекладина | Очки     | Місце    | Очки   | Місце |
| --------------- | ------------------ | ------------- | ------ | ------ | --------------- | ------ | ----------- | -------- | -------- | ------ | ----- |
| Владислав Грико | Абсолютна першість | 13.700        | 14.150 | 13.300 | 14.100          | 13.300 | 13.150      | 81.700   | 4К       | 81.925 | 6     |
| Владислав Грико | Вправи на коні     |               |        |        |                 |        |             | 14,150   | 1К       | 13,933 | 2     |
| Владислав Грико | Вправи на кільцях  |               |        |        |                 |        |             | 13,300   | 8К       | 13,533 | 3     |

### Художня гімнастика
Індивідуальні змагання
| Спортсмен      | Змагання      | Кваліфікація | Кваліфікація | Кваліфікація | Кваліфікація | Кваліфікація | Кваліфікація | Фінал  | Фінал  | Фінал  | Фінал   | Фінал   | Фінал |
| Спортсмен      | Змагання      | Обруч        | М'яч         | Булава       | Стрічка      | Загалом      | Місце        | Обруч  | М'яч   | Булава | Стрічка | Загалом | Місце |
| -------------- | ------------- | ------------ | ------------ | ------------ | ------------ | ------------ | ------------ | ------ | ------ | ------ | ------- | ------- | ----- |
| Валерія Ханіна | Багатоборство | 12.900       | 13.400       | 14.150       | 13.650       | 54.100       | 6К           | 12.950 | 13.350 | 13.900 | 13.550  | 53.750  | 6     |

## Гребля на каное
Юнаки
| Спортсмен    | Змагання | Кваліфікація | Кваліфікація | Раунд 16 | Раунд 16 | Чвертьфінал                       | Півфінал           | Фінал / БМ         | Місце |
| Спортсмен    | Змагання | Час          | Місце        | Час      | Місце    | Суперник Результат                | Суперник Результат | Суперник Результат | Місце |
| ------------ | -------- | ------------ | ------------ | -------- | -------- | --------------------------------- | ------------------ | ------------------ | ----- |
| Богдан Чабан | Спринт   | 1:50:075     | 7            | 1:51:812 | 7        | Вадим Коробов П 1:49:915-1:45:359 | Не проходить       | Не проходить       | 5-8   |
| Богдан Чабан | Слалом   | DSQ          | DSQ          | DSQ      | DSQ      | DSQ                               | DSQ                | DSQ                | DSQ   |

Дівчата
| Спортсмен     | Змагання | Кваліфікація | Кваліфікація | Втішний заплив | Втішний заплив | Чвертьфінал                        | Півфінал                             | Фінал / БМ                      | Місце |
| Спортсмен     | Змагання | Час          | Місце        | Час            | Місце          | Суперник Результат                 | Суперник Результат                   | Суперник Результат              | Місце |
| ------------- | -------- | ------------ | ------------ | -------------- | -------------- | ---------------------------------- | ------------------------------------ | ------------------------------- | ----- |
| Людмила Лузан | Спринт   | 2:06:491     | 2            | Н/Д            | Н/Д            | Надін Варашінг В 2:08:220-2:43:536 | Вікторіа Моралес В 2:11:033-2:26:608 | Каміла Бобр П 2:27:122-2:21:640 | 2     |
| Людмила Лузан | Слалом   | DNF          | DNF          | DNF            | DNF            | DNF                                | DNF                                  | DNF                             | DNF   |

## Дзюдо
Індувідуальні змагання
| Спортсмен        | Змагання | Раунд 32           | Раунд 16                | Чвертьфінал                      | Півфінал                | Втішний бій 1            | Втішний бій 2      | Втішний бій 3      | Втішний бій 4      | Фінал / БМ           | Місце |
| Спортсмен        | Змагання | Суперник Результат | Суперник Результат      | Суперник Результат               | Суперник Результат      | Суперник Результат       | Суперник Результат | Суперник Результат | Суперник Результат | Суперник Результат   | Місце |
| ---------------- | -------- | ------------------ | ----------------------- | -------------------------------- | ----------------------- | ------------------------ | ------------------ | ------------------ | ------------------ | -------------------- | ----- |
| Богдан Ядов      | До 66кг  | Н/Д                | Адріан Гандіа В 001-000 | Сухроб Турсунов В 100-001        | Руї Сеунгванг В 010-010 | Н/Д                      | Н/Д                | Н/Д                | Н/Д                | Абе Фіхумі П 000-100 | 2     |
| Людмила Дроздова | До 63кг  | Н/Д                | Тіа Тінтор В 110-000    | Стефанія Аделіна Добре П 000-100 | Н/Д                     | Івана Сунжевіч П 000-101 | Не проходить       | Не проходить       | Не проходить       | Не проходить         | 9     |

Команда
| Спортсмени | Змагання        | Раунд 16                        | Чвертьфінал            | Півфінал                       | Фінал              | Місце |
| Спортсмени | Змагання        | Суперник Результат              | Суперник Результат     | Суперник Результат             | Суперник Результат | Місце |
| --- | --------------- | ------------------------------- | ---------------------- | ------------------------------ | ------------------ | ----- |
| Команда Чочішвіллі Стефанія Добре Фатім Фофана Богдан Ядов Луїс Кріебер-Гагнон Ліу Хіаоу Ю-Хсуан Ло Мартон Сарец Естефанія Соріано | Змішана команда | Команда Гісінк П 3-4            | Не проходить           | Не проходить                   | Не проходить       | 9     |
| Команда Дойлет Густаво Басіль Марко Бунанджа Адоніс Діас Людмила Дроздова Лі Хуекоенгок брігіта Матіч Петер Мілес                  | Змішана команда | Команда Ямашіта В 3(200)-3(112) | Команда Невзоров В 5-2 | Команда Гісінк П 3(111)-3(202) | Не проходить       | 3     |

## Кульова стрільба
Індивідуальні змагання
| Спортсмен           | Змагання                        | Кваліфікація | Кваліфікація | Фінал        | Фінал        |
| Спортсмен           | Змагання                        | Результат    | Місце        | Результат    | Місце        |
| ------------------- | ------------------------------- | ------------ | ------------ | ------------ | ------------ |
| Павло Коростильов   | Пневматичний пістолет 10 метрів | 582          | 2К           | 203.4        | 1            |
| Вікторія Сухорукова | Пневматична гвинтівка 10 метрів | 495.5        | 14           | Не проходить | Не проходить |
| Поліна Конарієва    | Пневматичний пістолет 10 метрів | 374          | 7К           | 77.1         | 8            |

## Легка атлетика
Юнаки
Технічні дисципліни
| Спортсмен            | Змагання           | Кваліфікація | Кваліфікація | Фінал     | Фінал   |
| Спортсмен            | Змагання           | Дистанція    | Місце        | Дистанція | Місце   |
| -------------------- | ------------------ | ------------ | ------------ | --------- | ------- |
| Олександр Малосілов  | Потрійний стрибок  | 15.31        | 6К           | 15.41     | 4       |
| Олександр Баранніков | Стрибки у висоту   | 2.10         | 1К           | 2.14      | 4       |
| Владислав Малихін    | Стрибки з жердиною | 4.80         | 8К           | 4.65      | 7       |
| Руслан Валітов       | Метання диску      | 56.97        | 4К           | 57.48     | 3       |
| Олександр Козубський | Метання списа      | 69.96        | 9            | DNS       | Фінал В |
| Гліб Піскунов        | Метання молота     | 77.17        | 3К           | 82.65     | 1       |

Дівчата
Трекові і шосейні дисципліни
| Спортсмен   | Змагання   | Забіг      | Забіг | Фінал     | Фінал     |
| Спортсмен   | Змагання   | Результата | Місце | Результат | Місе      |
| ----------- | ---------- | ---------- | ----- | --------- | --------- |
| Коба Джойс  | 200 метрів | 23.88      | 2К    | 23.94     | 2         |
| Качур Яна   | 400 метрів | 54:97      | 10    | 54:48     | 1 Фінал В |
| Марина Дуць | 800 метрів | 2:13:76    | 16    | 2:12:13   | 4 Фінал В |

Технічні дисципліни
| Спортсмен       | Змагання          | Кваліфікація | Кваліфікація | Фінал     | Фінал     |
| Спортсмен       | Змагання          | Дистанція    | Місце        | Дистанція | Місце     |
| --------------- | ----------------- | ------------ | ------------ | --------- | --------- |
| Єлезавета Бабій | Стрибки у довжину | 5.99         | 3К           | 6.26      | 1         |
| Юлія Левченко   | Стрибки у висоту  | 1.78         | 1К           | 1.89      | 1         |
| Юлія Байрак     | Штовхання Ядра    | 14.92        | 10           | 15.41     | 1 Фінал В |
| Альона Белякова | Метання диску     | 50.89        | 1К           | 51.64     | 2         |
| Вікторія Сахто  | Метання молоту    | 60.89        | 9            | 60.33     | 1 Фінал В |

## Плавання
Юнаки
| Спортсмени       | Змагання                  | Заплив  | Заплив | Півфінал     | Півфінал     | Фінал        | Фінал        |
| Спортсмени       | Змагання                  | Час     | Місце  | Час          | Місце        | Час          | Місце        |
| ---------------- | ------------------------- | ------- | ------ | ------------ | ------------ | ------------ | ------------ |
| Михайло Романчук | 400 метрів вільним стилем | 3:53:31 | 4К     | Н/Д          | Н/Д          | 3:49:76      | 1            |
| Михайло Романчук | 800 метрів вільним стилем | Н/Д     | Н/Д    | Н/Д          | Н/Д          | 7:56:34      | 2            |
| Андрій Хлопсов   | 50 метрів на спині        | 26.53   | 12К    | 25.95        | 7К           | 26.10        | 8            |
| Андрій Хлопсов   | 100 метрів на спині       | 57.06   | 18     | Не проходить | Не проходить | Не проходить | Не проходить |

Дівчата
| Спортсмени         | Змагання                  | Заплив  | Заплив | Півфінал     | Півфінал     | Фінал        | Фінал        |
| Спортсмени         | Змагання                  | Час     | Місце  | Час          | Місце        | Час          | Місце        |
| ------------------ | ------------------------- | ------- | ------ | ------------ | ------------ | ------------ | ------------ |
| Ірина Главник      | 200 метрів вільним стилем | 2:07:26 | 29     | Н/Д          | Н/Д          | Не проходить | Не проходить |
| Ірина Главник      | 50 метрів на спині        | 29:74   | 13К    | 29:51        | 11           | Не проходить | Не проходить |
| Ірина Главник      | 100 метрів на спині       | 1:03:10 | 12К    | 1:02:98      | 10           | Не проходить | Не проходить |
| Ірина Главник      | 200 метрів на спині       | 2:15:60 | 9      | Не проходить | Не проходить | Не проходить | Не проходить |
| Ірина Главник      | 200 метрів комплексом     | 2:23:61 | 23     | Не проходить | Не проходить | Не проходить | Не проходить |
| Анастасія Малявіна | 200 метрів брасом         | 2:30:11 | 2К     | Н/Д          | Н/Д          | 2:26:43      | 1            |
| Анастасія Малявіна | 100 метрів брасом         | 1:08:91 | 1К     | 1:08:71      | 3К           | 1:08:16      | 3            |
| Анастасія Малявіна | 50 метрів брасом          | 32.55   | 13К    | 32.03        | 5К           | 31:89        | 4            |

## Стрибки у воду
| Спортсмен                     | Змагання         | Попередні змагання | Попередні змагання | Фінал  | Фінал |
| Спортсмен                     | Змагання         | Очки               | Місце              | Очки   | Місце |
| ----------------------------- | ---------------- | ------------------ | ------------------ | ------ | ----- |
| Пилип Ткаченко                | Трамплін 3 метри | 515,45             | 6К                 | 545,65 | 5     |
| Пилип Ткаченко                | Вишка 10 метрів  | 471,45             | 5К                 | 445,65 | 8     |
| Ганна Красношлик              | Трамплін 3 метри | 394,40             | 7К                 | 459,10 | 2     |
| Ганна Красношлик              | Вишка 10 метрів  | 382,95             | 4                  | 375,80 | 7     |
| Грація Лейдон Пилип Ткаченко  | Мікст            | Н/Д                | Н/Д                | 354,00 | 3     |
| Ганна Красношлик Джонатан Чан | Мікст            | Н/Д                | Н/Д                | 303,20 | 8     |

## Сучасне п’ятиборство
| Спортсмен                     | Змагання         | Фехтування Кваліфікація | Фехтування Кваліфікація | Плавання (200 м вільним стилем) | Плавання (200 м вільним стилем) | Плавання (200 м вільним стилем) | Фехтування Фінал | Фехтування Фінал | Стрільба/Біг | Стрільба/Біг | Стрільба/Біг | Загалом Очки | Фінал Місце |
| Спортсмен                     | Змагання         | Результат               | Місце                   | Час                             | Місце                           | Очки                            | Місце            | Очки             | Час          | Місце        | Очки         | Загалом Очки | Фінал Місце |
| ----------------------------- | ---------------- | ----------------------- | ----------------------- | ------------------------------- | ------------------------------- | ------------------------------- | ---------------- | ---------------- | ------------ | ------------ | ------------ | ------------ | ----------- |
| Антон Кузнецов                | Юнаки            | 178                     | 22                      | 1:59:74                         | 2                               | 341                             | 23               | 195              | 12:10:06     | 3            | 570          | 1106         | 12          |
| Яна Поліщук                   | Дівчата          | 170                     | 21                      | 2:18:70                         | 6                               | 284                             | 19               | 210              | 14:16:30     | 15           | 444          | 938          | 17          |
| Марія Тейшейра Антон Кузнецов | Змішана естафета | 210                     | 9                       | 1:58:45                         | 2                               | 345                             | 9                | 276              | 11:57:05     | 1            | 583          | 1204         | 1           |
| Яна Поліщук Мартін Влаш       | Змішана естафета | 215                     | 6                       | 2:03:35                         | 13                              | 330                             | 7                | 285              | 12:20:93     | 9            | 560          | 1175         | 5           |

## Теніс
Індивідуальні змагання
| Спортсмен         | Раунд 32                  | Раунд 16           | Чвертьфінал         | Півфінал              | Фінал / БМ                 | Місце |
| Спортсмен         | Суперник Результат        | Суперник Результат | Суперник Результат  | Суперник Результат    | Суперник Результат         | Місце |
| ----------------- | ------------------------- | ------------------ | ------------------- | --------------------- | -------------------------- | ----- |
| Калініна Ангеліна | Анастасія Комардіна В 2-1 | Найта Бейнс В 2-0  | Фанні Штоллар В 2-0 | Ірина Шуманович П 1-2 | Аквіле Паразінскайте П 0-2 | 4     |

Парні змагання
| Спортсмени                        | Змагання              | Раунд 32                         | Раунд 16                           | Чвертьфінал                              | Півфінал                                   | Фінал / БМ                                | Місце |
| Спортсмени                        | Змагання              | Суперник Результат               | Суперник Результат                 | Суперник Результат                       | Суперник Результат                         | Суперник Результат                        | Місце |
| --------------------------------- | --------------------- | -------------------------------- | ---------------------------------- | ---------------------------------------- | ------------------------------------------ | ----------------------------------------- | ----- |
| Калініна Ангеліна Ірина Шуманович | Жіночі парні змагання | Н/Д                              | Марія Гонсалес Луїза Стефані В 2-0 | Сімона Гейнова Маркета Вондроушова В 2-0 | Олена Остапенко Аквіле Паразінскайте В 2-0 | Анастасія Комардіна Дарія Касаткіна В 2-0 | 1     |
| Калініна Ангеліна Павел Роган     | Змагання в міксті     | Джордж Гарріс Сандра Самір П 0-2 | Не проходить                       | Не проходить                             | Не проходить                               | Не проходить                              | 17-32 |

## Тріатлон
Індивідувальні змагання
| Спортсмен    | Змагання | Плавання (750м) | Перехід 1      | Велосипед (20 км) | Перехід 2      | Біг (5 км)        | Час загалом | Місце |
| ------------ | -------- | --------------- | -------------- | ----------------- | -------------- | ----------------- | ----------- | ----- |
| Софія Прийма | Дівчата  | 11:18(28) 11:18 | 12:10(24) 0:52 | 45:17(19) 33:07   | 45:46(24) 0:29 | 1:05:33(18) 19:47 | 1:05:33     | 22    |

Естафета
| Спортсмени                                                | Змагання         | Час кожного спортсмена  | Час загалом | Місце |
| --------------------------------------------------------- | ---------------- | ----------------------- | ----------- | ----- |
| Джесіка Ромеро Еррера де ла Хоз Прийма Софія Філіп Хорвас | Змішана естафета | 23:58 21:47 21:87 20:12 | 1:29:04     | 10    |

## Тхеквондо
Юнаки
| Спортсмен          | Змагання    | Раунд 16           | Чвертьфінал        | Півфінал            | Фінал              | Місце |
| Спортсмен          | Змагання    | Суперник Результат | Суперник Результат | Суперник Результат  | Суперник Результат | Місце |
| ------------------ | ----------- | ------------------ | ------------------ | ------------------- | ------------------ | ----- |
| Юрій Савенко       | До 73кг     | Н/Д                | Еїса Саїф П 8-21   | Не проходить        | Не проходить       | 8-5   |
| Денис Вороновський | Більше 73кг | Н/Д                | Лучіан Кобал В 7-2 | Байрам Талха В 10-4 | Йоан Мангуе П 4-6  | 2     |

Дівчата
| Спортсмен | Змагання    | Раунд 16               | Чвертьфінал            | Півфінал           | Фінал              | Місце |
| Спортсмен | Змагання    | Суперник Результат     | Суперник Результат     | Суперник Результат | Суперник Результат | Місце |
| --------- | ----------- | ---------------------- | ---------------------- | ------------------ | ------------------ | ----- |
| Юлія Міюц | Більше 63кг | Хосілене Коста В 0-DSQ | Ешлі Марія Арана В 8-7 | Кендал Янт П 4-9   | Не проходить       | 3     |

## Фехтування
Дівчата
| Спортсмен   | Змагання | Раунд 16           | Чвертьфінал        | Півфінал           | Фінал / БМ         | Місце |
| Спортсмен   | Змагання | Суперник Результат | Суперник Результат | Суперник Результат | Суперник Результат | Місце |
| ----------- | -------- | ------------------ | ------------------ | ------------------ | ------------------ | ----- |
| Інна Бровко | Шпага    | Кінка Нагі В 15-9  | Аса Лінде П 14-15  | Не проходить       | Не проходить       | 8     |